# Loxahatchee Groves
Loxahatchee Groves é uma cidade localizada no estado americano da Flórida, no condado de Palm Beach. Foi fundada em 1917 e incorporada em 1 de novembro de 2006.

## Geografia
De acordo com o United States Census Bureau, a vila tem uma área de 32,2 km², onde 32,1 km² estão cobertos por terra e 0,1 km² por água.

## Demografia
Segundo o censo nacional de 2010, a sua população é de 3 180 habitantes e sua densidade populacional é de 99 hab/km². Possui 1 222 residências, que resulta em uma densidade de 38 residências/km².